# Piovene Rocchette
Piovene Rocchette é uma comuna italiana da região do Vêneto, província de Vicenza, com cerca de 7.724 habitantes. Estende-se por uma área de 12 km², tendo uma densidade populacional de 644 hab/km². Faz fronteira com Caltrano, Carrè, Chiuppano, Cogollo del Cengio, Santorso, Velo d'Astico, Zanè.

## Demografia
| Variação demográfica do município entre 1861 e 2011                               |
|                                                                                   |
| Fonte: Istituto Nazionale di Statistica (ISTAT) - Elaboração gráfica da Wikipedia |